# Praia de Sabiaguaba
Sabiaguaba é uma praia brasileira localizada em bairro homônimo, a cerca de 15 Km do centro da cidade de Fortaleza, no estado do Ceará. É considerada pelos turistas e residentes na região uma praia tranquila e é frequentado por diversas pessoas pela sua possibilidade de pesca na região.  A praia também conta com duas unidades de Conservação Ambiental administradas pela Prefeitura de Fortaleza desde fevereiro de 2006. Tanto a Parque Natural Municipal das Dunas de Sabiaguaba e a Área de Proteção Ambiental de Sabiaguaba foram criadas com o intuito de garantir a preservação ambiental e o turismo ecológico na região.